# 化粧

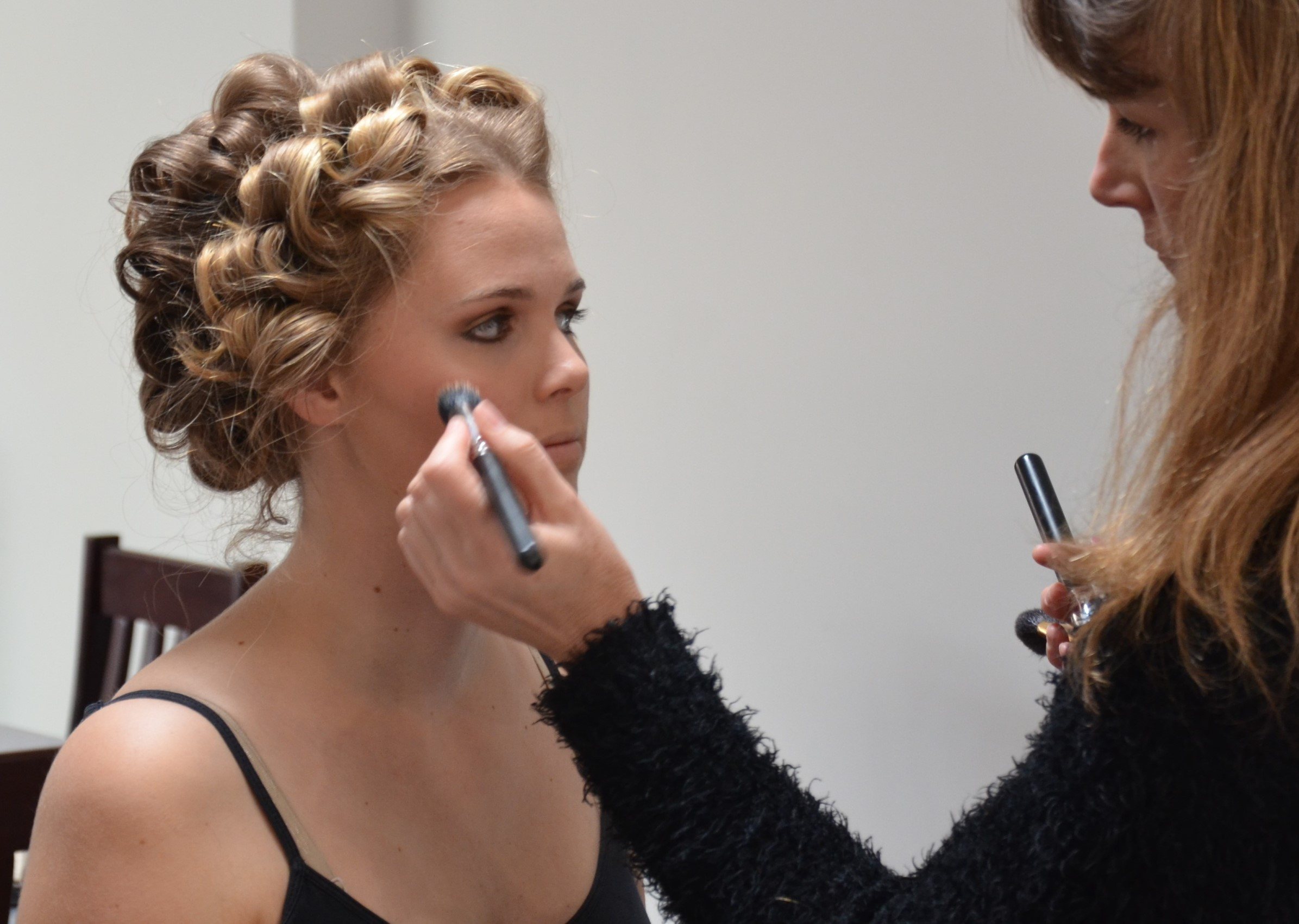
メイクアップアーティスト（右）と化粧を施される女性（左）

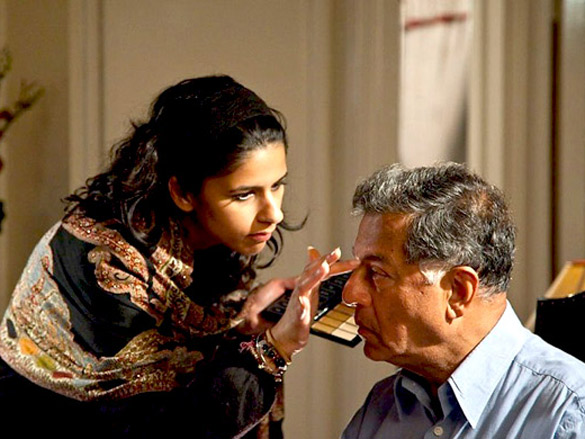
映画に出演する俳優（右）に化粧をほどこすメイクアップアーティスト（左）

化粧（けしょう、仮粧、英: makeup、仏: maquillage）とは、広辞苑によると、主として顔に、白粉（おしろい）や紅（べに）をつけて装い飾ること。

## 概説
『ブリタニカ百科事典』によると、化粧というのは、人間の顔を中心として首手足などの表面に化粧料を施し、美化することである。広義には、人だけでなく、ものの外見を美しく飾ることである。
見る人の印象を操作するという機能本質部分では、化粧と「装飾的な衣服」は同一であり、元来は一体的なもので、化粧のほうが洗い流すものであるのに対し、衣服は着脱可能で、はずしても原型をとどめる、という違いがある。
古代から一部の人が化粧をしていた。古代エジプトでは王族などがすでに化粧をしていたらしい。
王族などが人前に現れるとき、化粧を用いた。祭礼などでも化粧が行われた。だが古代ギリシアでは日頃の鍛錬こそが本当の美を生むとされ、化粧のような上辺だけのものは評価されず、さらに中世ヨーロッパでは「七つの大罪」のひとつの「傲慢」にあたるとして行われなくなった。だが、16世紀の宗教改革の後に化粧はふたたび行われるようになった。
化粧に用いる品々を（おもにからだに塗る粉、液、ペーストの類を）「化粧品」と言う。道具類は「化粧道具」と言う。化粧を行うための部屋は「化粧部屋」「化粧室」という。

化粧の心理的な効果の内容は、その化粧の内容にもよるが、一般的な化粧によって得られる当人への心理的効果としては、自尊心の向上と、社会的な幸福感がある。化粧の作業は鏡に向かうので自己意識や内省的な傾向を高めるなど、心理的な安定をもたらす効果がある。

## 歴史

### 古代

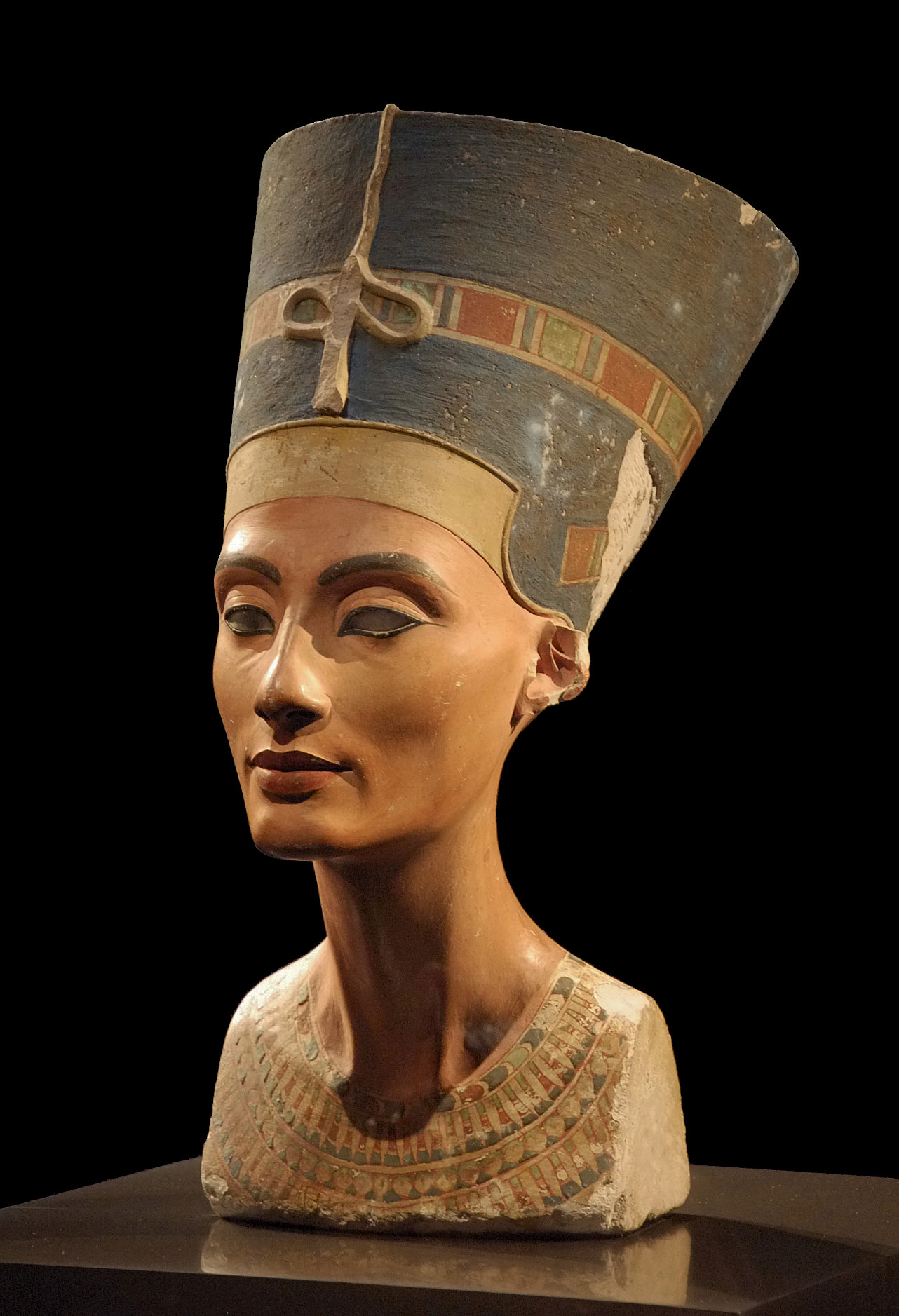
古代エジプトのネフェルティティの胸像。
アイラインをひいている。

紀元前1200年代頃の古代エジプトの人々が目や唇に化粧をしている絵画が見つかっている。ツタンカーメンの黄金のマスクを例にとると、目の周囲にアイラインをしていることが見てとれる。当時のアイラインの原料は、紺色の鉱石であるラピスラズリであり、それを微細な粉にして液体に溶かして使用していた。これには病気を媒介する蚊や蝿を近づけない虫除けの意味もあった。また、黄色の顔料を肌に塗って日焼け止めにしたり、香油で乾燥した皮膚をやわらかくするなど、砂漠地帯ならではの化粧も行われていた。これらの化粧は時代が下るにつれて神官などの特権階級のシンボルとなっていった（化粧用パレット）。現在でも中近東地域ではこのようなアイラインを日常に行っている。特権階級となった王族や神官たちは「白い肌は肉体労働をしていない証拠」と鉛白を使って肌を白く塗りはじめた。この風習は鉛(Pb)の有毒性を知られてもなお続き、18世紀まで続いた。
〜古代ギリシア〜

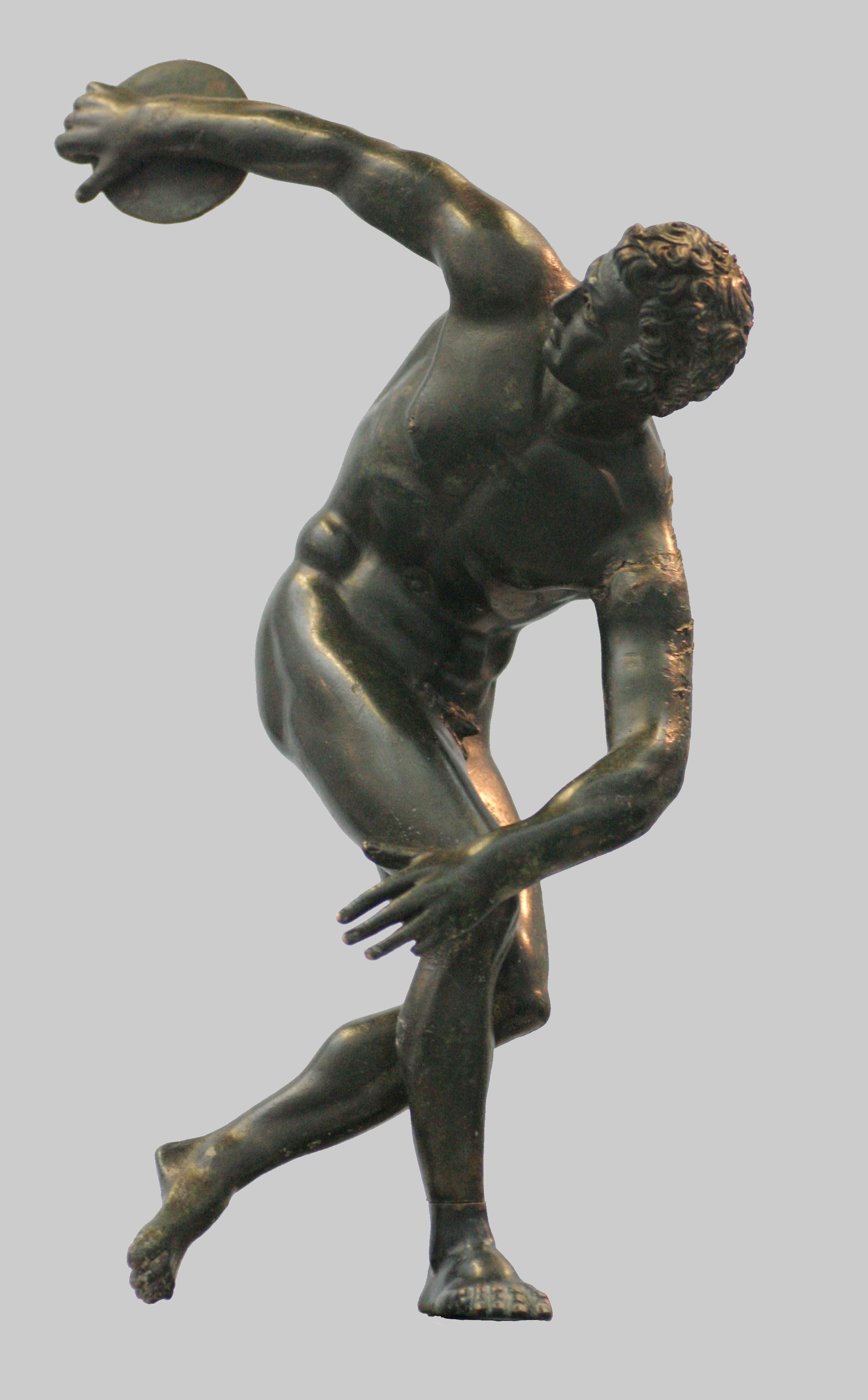
古代ギリシアでは、日頃の鍛錬こそが《本当の美しさ》を生むとして、化粧のように上辺だけのものは評価されなかった

古代ギリシャでは、日ごろの鍛錬こそが美しさにつながるとし、本物の肉体的な美しさを求めたため、化粧はあまりなされなかった。
〜古代ローマ〜

古代ローマでは、一般には行われていなかった。だが、上流階級は生活が乱れており、不摂生（特に食生活の乱れと運動の不足）を隠すためと、アレクサンドロス3世（大王）の東征によりオリエントの文化が流入したため、鉛白などを使った化粧が行われた。また、紀元2世紀のローマ帝国時代のギリシアの医師 ガレノスは現在のコールドクリームの原型を作ったとされる。

### 中世ヨーロッパ
その後、（中世の）ヨーロッパでは化粧文化はキリスト教の「神がお作りになったものに手を加えてはならない」という教えと、虚飾は罪である、という考え方により、一時廃れることになる。七つの大罪 の中でも最も重い罪が「superbia　傲慢」であり、「虚飾」は、この最も重い罪「傲慢」に含まれている。
［出典の明記|section=1|date=2011年5月］
とはいえ、キリスト教の影響で公然と化粧をすることができなくなってもなお、特権階級の人々は肌を白く見せるための努力をした。ビールで顔を洗ったり、眉を剃って細くし額の髪の生え際を剃って髪を結い上げることで顔の白さを強調したり、極端な場合は瀉血して人為的に貧血になることで肌を白く見せようとした。
時代は下り、16世紀の宗教改革の影響でカトリック教会の権力が弱くなったヨーロッパでは（上記のキリスト教的な教えによる化粧の禁忌が弱まり）、顔に蜜蝋を塗り、その上に白粉を叩くという化粧方法が流行した。この化粧のはじまりはイギリスの女王エリザベス1世とされ、戴冠式などの教会の儀式で聖性を高める目的で行われ、また、貴族達もそれに倣うようになった。この化粧の問題点は蝋が溶け、化粧が崩れるのを避けるために、冬や寒い日でも暖房に近づくことができなかったことである。当時の白粉は鉛白などが含まれていたために鉛中毒により皮膚にシミ（肝斑）ができやすかったとされる。これをごまかすために「つけぼくろ」が一時期貴族の間で流行した。16世紀には水銀を使った白粉が登場し、肌の皮膚がはがれて吹き出物が取れることから持てはやされたが、水銀中毒により歯茎が黒ずんで歯が抜ける副作用があり、口元を隠すために扇子が流行した。再び化粧が流行した背景にはヨーロッパとイスラーム社会の争いがある。当時のイスラームは科学技術が発達していた上に裕福で、十字軍は遠征先から香水や香油をヨーロッパに持ち帰ってきた。また、イスラームから天然痘を持ち込み、その後遺症である「あばた顔」を隠すために白粉を厚く塗ることがはやりはじめた。

### 近代ヨーロッパ
18世紀は再び自然志向が強まり、薄い化粧が流行した。19世紀には上流階級の女性の間で病弱で痩せた体が持てはやされ、食事を抜き夜更かしをした上で静脈を強調する青い化粧や、黄疸に見せかける黄色い化粧が流行した時期が有った。また、科学者や医薬品メーカーが化粧品開発に関わるようになり、化粧が安価にできるようになった。ただし、フランス革命（1789年）など一連の市民革命の結果により特権階級が衰退したのに伴い男性の化粧の風習は廃れ、第二次世界大戦（1939年-1945年）の後にはほぼ完全に姿を消した。1899年には人体に無毒な酸化亜鉛を使った白粉が開発された。

### 日本

#### 古代〜江戸時代
「魏志倭人伝」には、3世紀頃の倭人（日本人）が、硫化水銀や酸化鉄などの赤い顔料（朱丹）を身体に塗る風俗が紹介されている。この頃の日本では3世紀後半の古墳から、赤い顔料で顔や身体に化粧を施した埴輪が出土している。古墳時代の化粧は呪術的な意味合いのものである。また生きている人間のみならず、死者の体に塗る施朱が国内でも行われていた。奈良時代頃までは、唇や頬につける紅は濃く強調される傾向にあったが、「源氏物語」が書かれた平安時代の頃には、薄く紅をつける美意識へと変わった。しかし同じ平安時代の間でも、紅の濃淡には流行り廃りがあり、「源氏物語」が執筆された1008年から140年後の1148年に書かれた「久安四年記」には、再度、濃い頬紅が良い事とされている。 
飛鳥時代、遣隋使によって大陸との交流が始まり、紅や白粉などが輸入され、日本でも鉛を使った白粉が作られた。奈良県の元興寺の僧侶だった観城が献上した鉛粉（白粉）を持統天皇が大変喜び、褒美を与えたという最古の記述が「日本書紀」にある。また「古事記」には応神天皇の頃、若い女性が眉を描く化粧していた記述が存在する。
日本では古代から大正時代に至るまで、お歯黒と呼ばれる歯を黒く塗る慣習があった。平安時代中期に編纂された「倭名類聚抄」には、「波久呂」と記名されたお歯黒の記述がある。平安時代には男性もお歯黒をすることがあったが、江戸時代にはお歯黒は既婚女性の習慣となった。黒い歯は「ほかの人の色に染まらない」という貞女の証しだが、この風習が長く続いたのは、タンニンの効果で歯槽膿漏の予防にもなったからだろう。

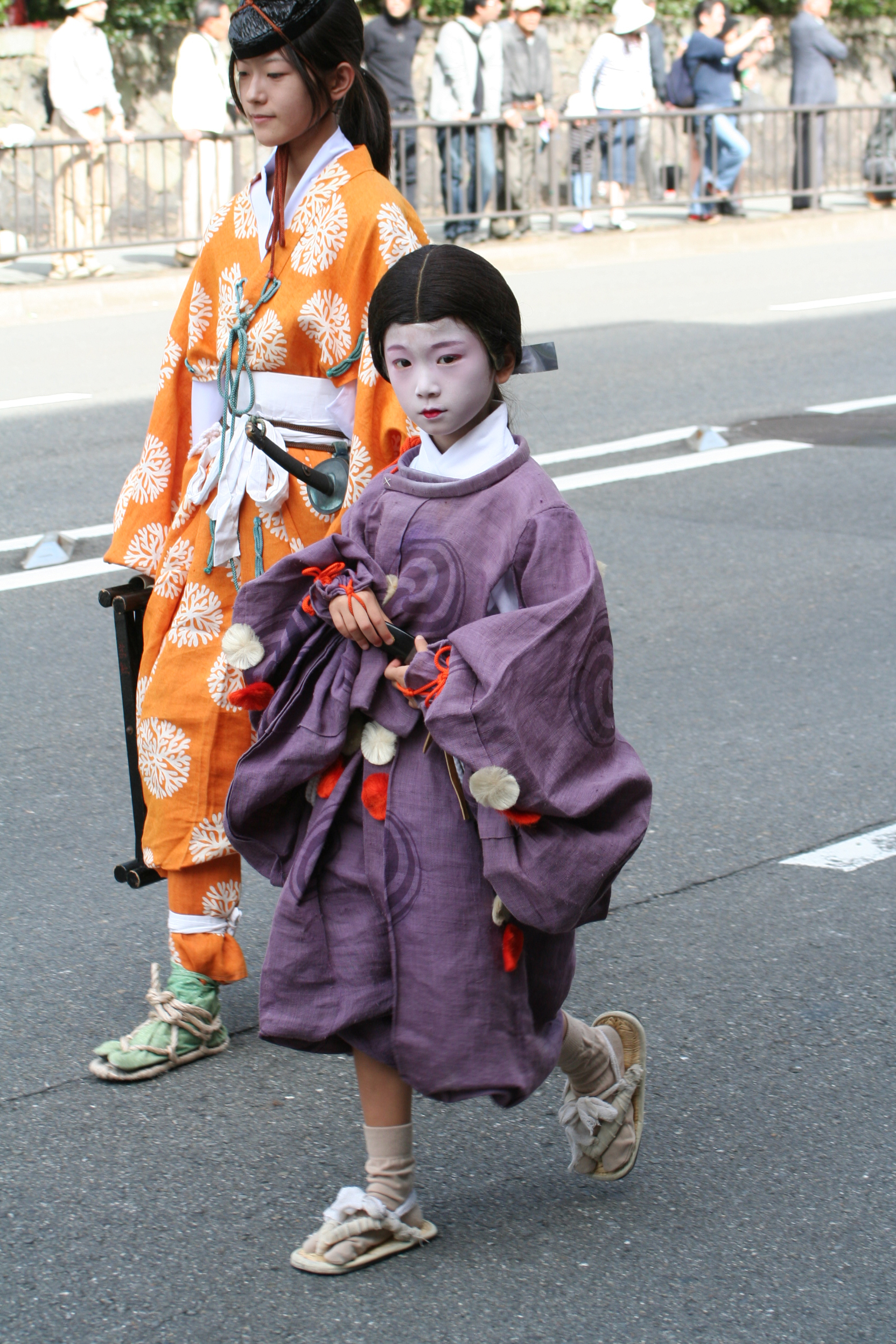
時代祭での子供の化粧

口紅は紅花が原料のものが使われていたが、極めて高価な品とされていた。日本の白粉は液状の水白粉であり、西洋と同じく主な成分に水銀や鉛を含んでいた。長期的な使用者には鉛中毒や水銀中毒による肌の変色（白粉焼け）が多くみられたという。口紅に関する記述は、平安時代後期に書かれた有職故実書の「江家次第」に口を化粧する道具の箱を表す「口脂筥（こうしばこ）」が掲載されており、少なくとも平安後期には口紅に相当する化粧道具が存在していたと思われる。
男性も、公家が平安後期より白粉などで化粧をする習慣が広まり、幕末まで続いた。公家の化粧習慣の起源は、有職故実書の「貞丈雑記」によると、鳥羽上皇院政期（1129年～1156年）の頃に、公卿だった源有仁が、風流のために女性の化粧術を真似て、眉抜きや白粉、お歯黒、紅化粧をしたのが最初とされ、同時期に盛んとなった男色文化と合わせて、若い公家に化粧が広まったとされる。その後、公家の化粧は室町時代には一般化し、天皇や公家の男子は元服前にお歯黒をつけ、眉抜きをして眉墨を施す眉化粧が階級表示の意味合いとして定着した。武家も公家に倣って化粧を導入し、公の席では白粉を塗るようになった。お歯黒については、本格的に習慣づけた平氏に対し、次に政権を握った源氏は習慣づけないなど、対応が分かれた。しかしその後は、家同様、権威の象徴として定着し、室町時代には将軍家の男子が元服前にお歯黒をつけるようになった。また薩摩の島津忠良は、お歯黒をしない者に罰則を設ける法整備を行うなど、化粧の中でもお歯黒の文化が武士の身嗜みとして全国的に浸透するようになった。戦国時代以降も男性の化粧は行われた。豊臣秀吉は小田原征伐の際にお歯黒をつけ、吉野の花見の際はお歯黒に加えて眉描きをしていたとされる。江戸時代中期には、化粧をして公の席へ出る習慣は廃れた。ただし、公家と応対することが多い高家の人達は、公家と同様に幕末まで化粧をする習慣を保持していたほか、一般の上級武士も、主君と対面する際、くすんだ顔色を修整するために薄化粧をすることがあったという。位の高い武者は合戦前に首実検に備え薄化粧をする習慣があった。
室町時代において、武家や公家などの上流階級は、お歯黒や眉化粧を、婚礼や成人などの祝い事や身分に応じての格式を表す礼法として定着させた。特に武家は婿取り婚から嫁入り婚に婚礼形態が変わったことで「嫁入記」といった礼法書が作られ、それらを参考に婚礼調度として化粧道具を嫁入り道具として持参させることが多くなった。
江戸時代に入り、上流階級だけではなく庶民も化粧をするようになり、世界で初めて庶民向けの化粧品店が開かれた。当時の女性の化粧は、肌に塗るのは白粉のみで、これを濃淡をつけて塗ることで、質感の違いや顔の微妙な立体感を生み出した。水白粉や粉白粉を刷毛で肌に伸ばし、丹念に丸い刷毛ではたき込み、さらに余分の白粉は別の刷毛で拭って落とすという手間のかかるものであった。口紅は唇の中心につけるだけで、おちょぼ口に見せた。こうした化粧の伝統は、大正時代に至るまで根強く残った。結納の済んだ女性にはお歯黒、子が生まれた女性には引眉が行われる風習があった。和服はうなじが広く出るので、襟元に白粉を塗ることも重視された。

#### 明治〜大正

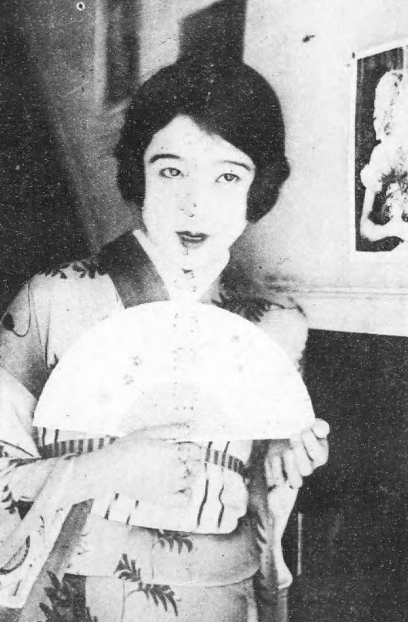
初代メイ牛山による化粧紹介モデルは松竹女優の龍田静枝。1920年代後半

1870年3月6日（明治3年2月5日）、政府は皇族華族に対しお歯黒引眉禁止令を出した。当初はなかなか徹底されず、3年後1873年3月3日に皇后が率先して模範を示すことで、ようやく華族の女性たちもお歯黒・引眉をやめることになった。これが庶民にも徐々に波及し、引眉の風習は明治初期には廃れた。しかし、お歯黒の習慣は大正時代まで根強く残った。高齢の女性の中には、昭和に至るまでお歯黒を守り続けた人もいた。一方、男性の化粧は富国強兵のスローガンの下で「化粧をする男性は軟弱だ」と言われ、廃れていった。
明治時代には、鉛白粉の害が論じられ、1900年には国産の無鉛白粉が発売された。しかし、鉛白粉は伸びや付きに優れたものだったので、有害であることが知られていたにもかかわらず、昭和初期まで使われ続けた。
大正時代には、従来の化粧方法をベースに、西洋の頬紅を使ったり耳元に紅を入れるなどの和洋折衷の化粧が流行った。白だけだった白粉も、ベージュや赤みを帯びたものも使われるようになった。

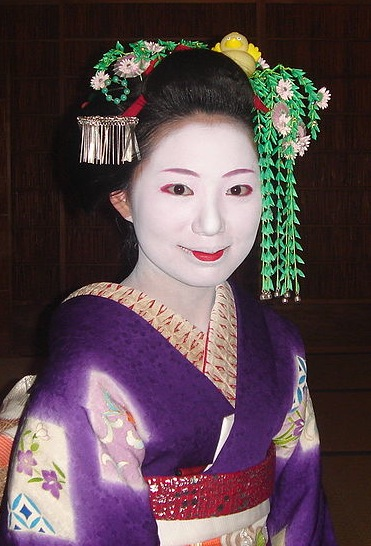
祇園の舞妓の化粧

本格的に西洋風の化粧が行われたのは関東大震災後のことだった。モダンガールと言われた一部の女性たちの間に、アイシャドウや唇全体に塗った口紅といった化粧が行われ、断髪や足の出るスカートといったいでたちとともに、保守的な人々の非難の的となった。

#### 20世紀後半以降

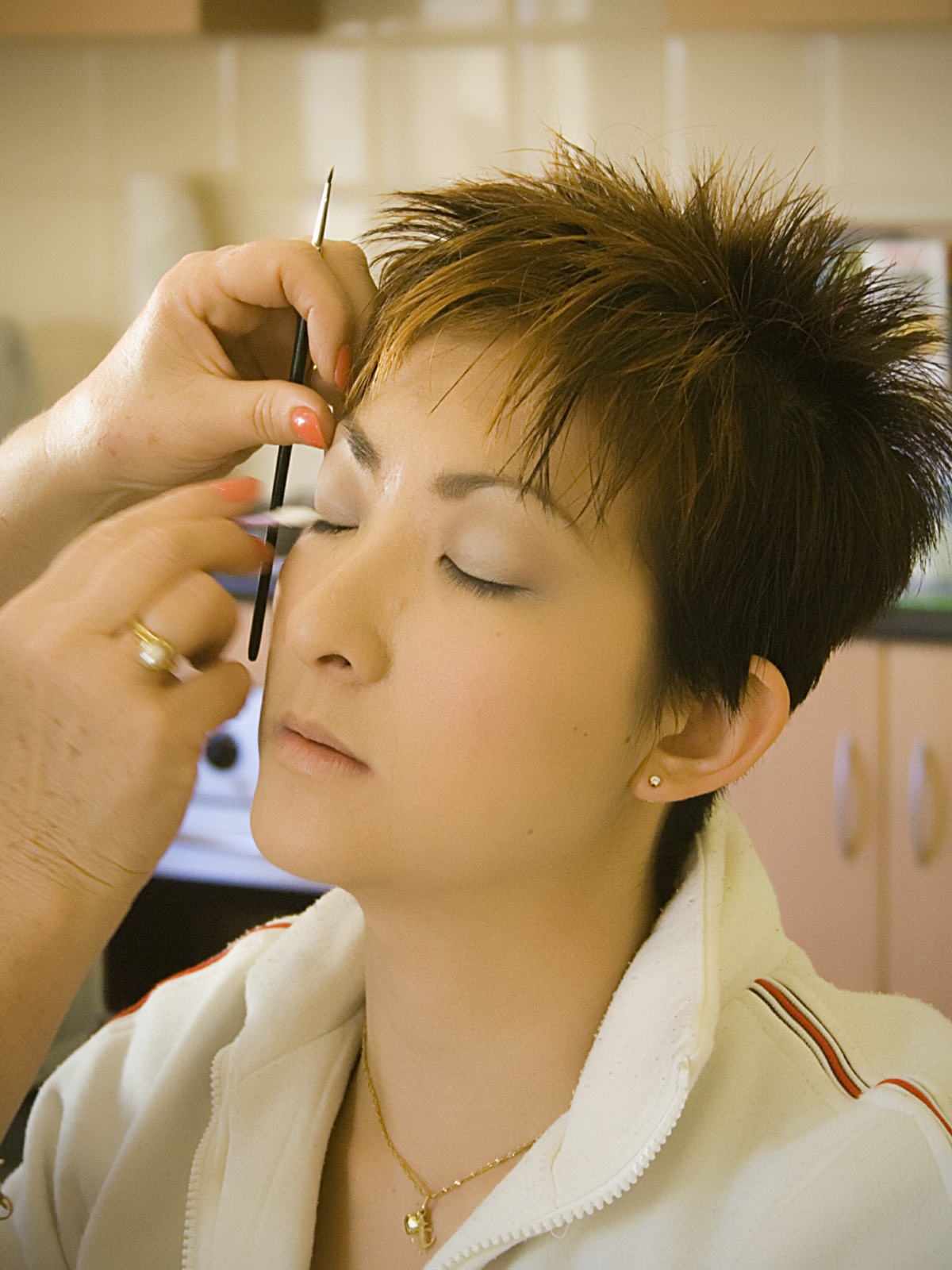
現代の化粧

1950年代には、明るく血色が良く見える肌色が重視され、ピンク系のファンデーション、真っ赤な口紅などが流行した。アイシャドーやマスカラなどのアイメイクが導入されたのもこのころである。
1960年代から1970年代には、健康的で溌剌としたイメージを演出するため、オレンジ・イエロー系のファンデーション、ピンクベージュ系の口紅が好んで使われた。細く眉尻の上がった眉が流行した。明るい色のチーク、マスカラやアイシャドウで目元を強調する化粧が大いに流行した。
1970年代後半から1980年代には「ナチュラルメイク」が市民権を得、個人の個性を生かして自然な顔に見せる化粧が広まっていく。天候やTPOに合わせた化粧の使い分けが定着したのもこのころである。日本人らしい顔立ちが見直され、アイメイクは控えられるようになり、太い眉毛（太眉）が流行した。また日焼けが健康的とされた時代であり、焼いた肌が一時流行した。
1990年前後のバブル期には、紫外線の害が広く知られるようになったことから、美白化粧品が売り出された。濃くはっきりした色の口紅を塗り、白系のファンデーションをしっかり施す化粧が流行した。
1990年代中盤に入ると「癒し系」メイクが流行し、きちんと化粧を施しつつも、素肌の質感を残すナチュラルメイクが主流になった。従来の真っ赤な口紅は廃れ、ベージュ系の口紅が好まれるようになった。一方で、1970年代ブームから、細い釣り眉やマスカラが復活した。
1990年代後半から2000年代には、ファッションの多様化が進み、ギャル文化のブームにより一時は「ガングロ」と言われる黒い肌のメイクや派手なつけまつげも現れたものの、前述の美白指向の定着により、ナチュラルメイク、白肌メイクが多数派になった。濃い色のチークやファンデーションも好んで使われている。
なお現代社会では公の場において、成人女性は化粧をすることがマナーとして定着しており、女性らしい華やかさが求められている。自然かつ上品な肌、眉、目元、唇、頬の化粧いわゆるナチュラルメイクが主である。
しかし、2010年代後半から、ジェンダーレス等の観点から女性らしさを象徴するとされてきた化粧をしない女性が増えており、一方で化粧をする男性も増えている。

## 分類

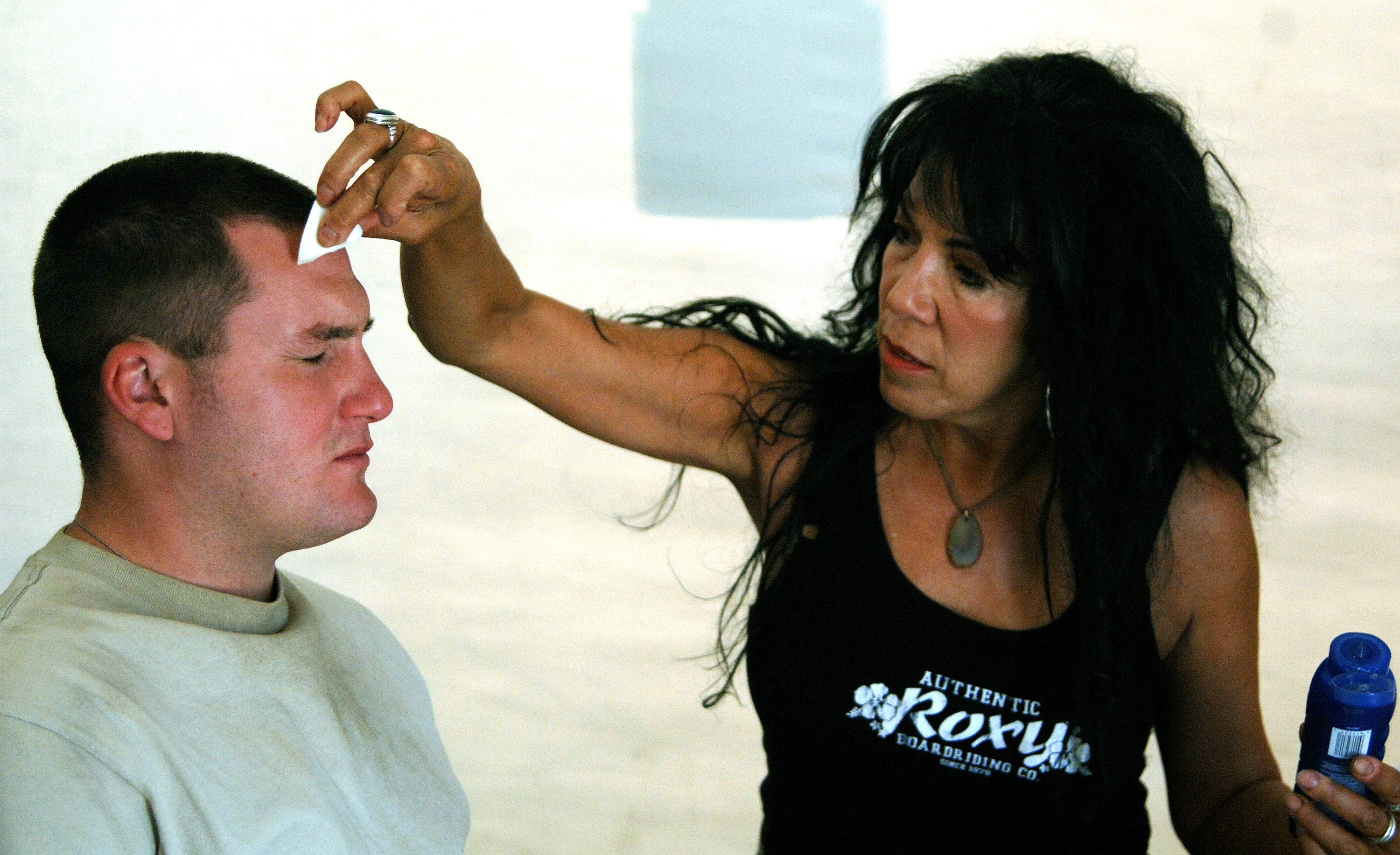
映画の撮影にて。俳優にメイクを施すメイクアップアーティスト

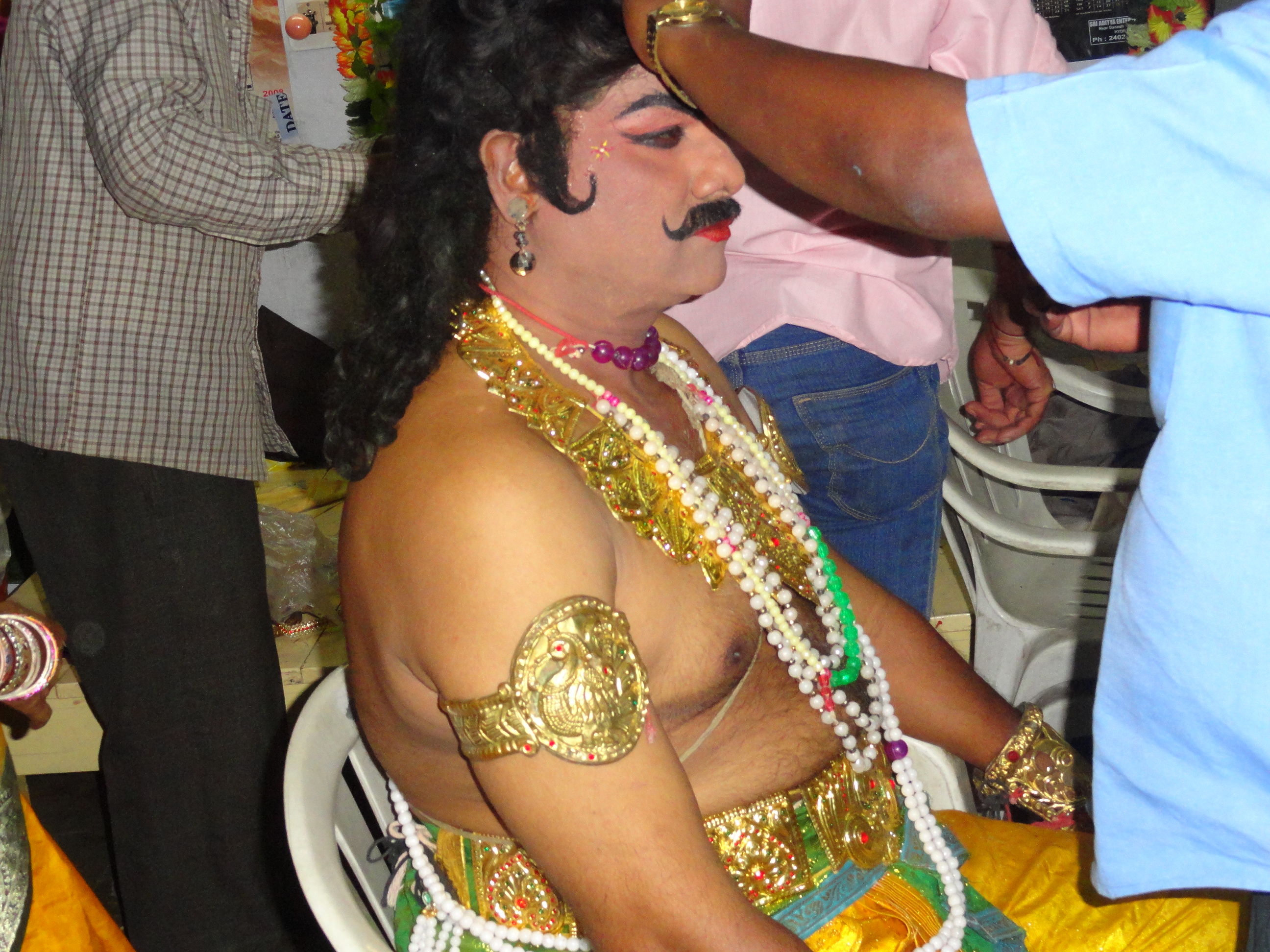
インドの伝統的な演劇の俳優の化粧

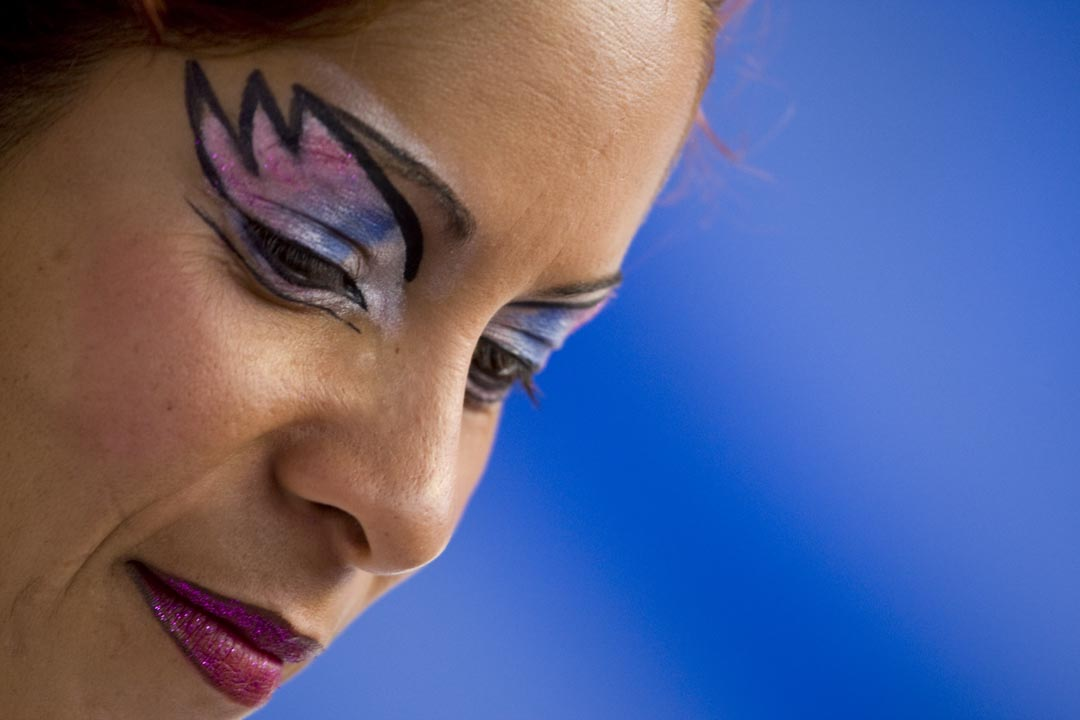
サーカスの団員の化粧（ブラジル）

ナチュラルメイク
日常の自然な化粧。
撮影
屋外やスタジオに合わせた化粧。
テレビ
テレビ、特にCMやテレビドラマなどでは、通常以上に顔の皮膚がアップで映るため、特にファンデーションやその下地に重点を置いた化粧。
映画
舞台
舞台の役柄に合わせた化粧。俳優は、舞台に立つとき、目・鼻・口などの顔のパーツ、鼻筋や頬など顔の陰影を強調し、離れた観客にも表情などが判りやすいような「舞台化粧」をする。各国の伝統的演劇の多くが独特の化粧を用いている。例えば京劇では、役柄に応じた特定の模様の化粧をする。日本の歌舞伎でも、役柄ごとに決まった化粧があり「隈取」と呼ばれる独特の化粧をする。表情や感情を伝える目的というだけでなく、隈取の種類によって役どころ（二枚目・悪役・娘役など）を見分ける一助としての役割を果たす。
ご遺体
化粧をほどこすことを死化粧（しにげしょう）という。

### 男性の化粧
一般男性の化粧は、スキンケアや日焼け止め、身だしなみを整えたり、シミやニキビ跡をカバーするために行われる。
平安時代の貴族や戦国時代の武士は化粧をしていた。平安貴族は権威のためにおしろいをした。戦国時代の武士は戦いに敗れたとき、敵に醜い姿を見せぬよう、顔を白くした。
1280年に起きたスコットランドの戦いを映画化した『ブレイブハート』では、顔に青いペイントを施すが、そういった化粧を行ったという記録はなく、威圧するようなボディペイントで戦ったとされるピクト人のアイデアから来ている。
現代戦では、迷彩用顔料としてドーランを用いて周囲に溶け込むように顔を塗装する。

### 部位
化粧は施される部位に応じて分類できる。以下はその一例である。

#### アイメイク
アイメイク（英: eye makeup）は目に施される化粧である。目張りとも。
アイメイクにはアイライン、アイシャドー、アイプチ、マスカラ、アイラッシュカーラー（ビューラー）、つけまつげ、まつ毛エクステンション、カラーコンタクトレンズなど様々な技法がある。歌舞伎などの舞台化粧でも採用されている。

## 化粧品
- 基礎化粧品
- メイクアップ化粧品
- 舞台用化粧品
- 薬用化粧品

## 化粧の心理作用
化粧の内容にも左右されるが、一般的な化粧によって得られる心理的効果には自尊心の向上と、社会的な幸福感がある。化粧することによって自分の身体的問題点をカバーし、自己呈示したい特徴を増強することで、自己評価を高めるとともに社会的積極性を高めることになる。
化粧の作業には適度な緊張が生じることから気持ちの切り替えがしやすく、鏡に向かうことによって自己意識や内省的な傾向を高めるなど、心理的な安定をもたらす効果がある。また、うつ病や老人性認知症などの患者に対して化粧指導することで、平板化した感情を活性化し、社会復帰を促す効果が示されている。
大坊郁夫・二宮克美は、化粧行動は他者や世間への関心を前提として、自分の印象を管理することで関係の調和を図り、社会的承認欲求を満たすことが基本的な動機となるとしている。
化粧をしたグループ、顔に着色したグループ、ポジティブな音楽を聴いたグループで模擬大学試験を行った結果、化粧をしたグループでの成績が良くなる傾向が見られた。
不景気や社会不安定時に、ぜいたく品である化粧品だが他の化粧品より比較的安価な口紅などを購入して平静さと快感を得る効果は、口紅効果と呼ばれる。

## 化粧とフェミニズム
フェミニストは、女性的な装いや化粧のような身体的な装飾に投資することは、従属的で、くだらない、束縛的なものとして理論化して否定的し、頻繁に言及してきた。一方、宗教史家のマノン・ヘーデンボルク・ホワイト（Manon Hedenborg White）は、化粧の機能を広く文化的・社会的・心理的に捉え、化粧のような「女性らしさの技術」が、宗教等の儀式と同様に、ジェンダーが生じる過程に深く関わっていることを強調している。